# Loredana Bertè
Loredana Bertè (Bagnara Calabra, 20 de setembre de 1950) és una cantant italiana. Durant la seva llarga carrera ha treballat amb els millors compositors italians com Enrigo Ruggeri, Pino Daniele, Ivano Fosasti, Mario Lavezzi i Mango, entre d'altres. Ha experimentat amb diferents gèneres, des del rock al reggae, passant pel funk i la pop. Bertè va ser una model de nus al principi de la seva carrera. La seva germana, Mia Martini, també és una reconeguda cantant italiana.

## Discografia
- Streaking (1974)
- Normale o super (1976)
- TIR (1977)
- Bandaberté (1979)
- LoredanaBertE' (1980)
- Made in Italy (1981)
- Traslocando (1982)
- Lorinedita (1983)
- Jazz (1983)
- Savoir faire (1984)
- Carioca (1985)
- Fotografando... i miei successi (1986)
- Io (1988)
- Best (1991)
- Ufficialmente dispersi (1993)
- Bertex - Ingresso libero (1994)
- Ufficialmente ritrovati (1995)
- Un pettirosso da combattimento (1995)
- Decisamente Loredana (1998)
- Dimmi che mi ami (2002)
- Babyberté (2005)
- BabyBerté live 2007 (2007)
- Bertilation (2008)
- Lola & Angiolina Project (2009)
- Amici non ne ho... ma amiche si! (2016)